# Gmina Winfield (New Jersey)
Winfield Township – miejscowość w hrabstwie Union w stanie New Jersey w USA.
Według spisu powszechnego z roku 2000 ma ok. 1,5 tys. mieszkańców.

## Geografia
- Według United States Census Bureau, miejscowość ma powierzchnię 0,5 km².

## Demografia
- Według danych z roku 2000 miejscowość ma 1514 mieszkańców. Gęstość zaludnienia to 3247 os./km².
- Struktura rasowa ludności;
  - Rasa:
    - Biali – 96,96%
    - Latynosi/pochodzenia hiszpańskiego dowolnej rasy – 2,44%
    - Czarna/Afroamerykanie – 0,33%
    - Indianie/rdzenni Amerykanie – 0,20%
    - Azjaci – 0,13%
    - Oceania – 0,07%
    - Inne – 0,66%
    - Dwie lub więcej – 1,65%
- Średni dochód:
  - Gospodarstwo domowe – 37 000 USD
  - Rodzina – 47 167 USD
  - Mężczyźni – 41 133 USD
  - Kobiety – 30 139 USD
  - Osoby poniżej progu ubóstwa – 7,5%
  - Rodziny poniżej progu ubóstwa – 2,8%
  - Osoby poniżej progu ubóstwa w wieku 18 lat lub młodsze – 5,7%
  - Osoby poniżej progu ubóstwa w wieku 65 lat lub starsze – 7,3%